# José Turón y Prats

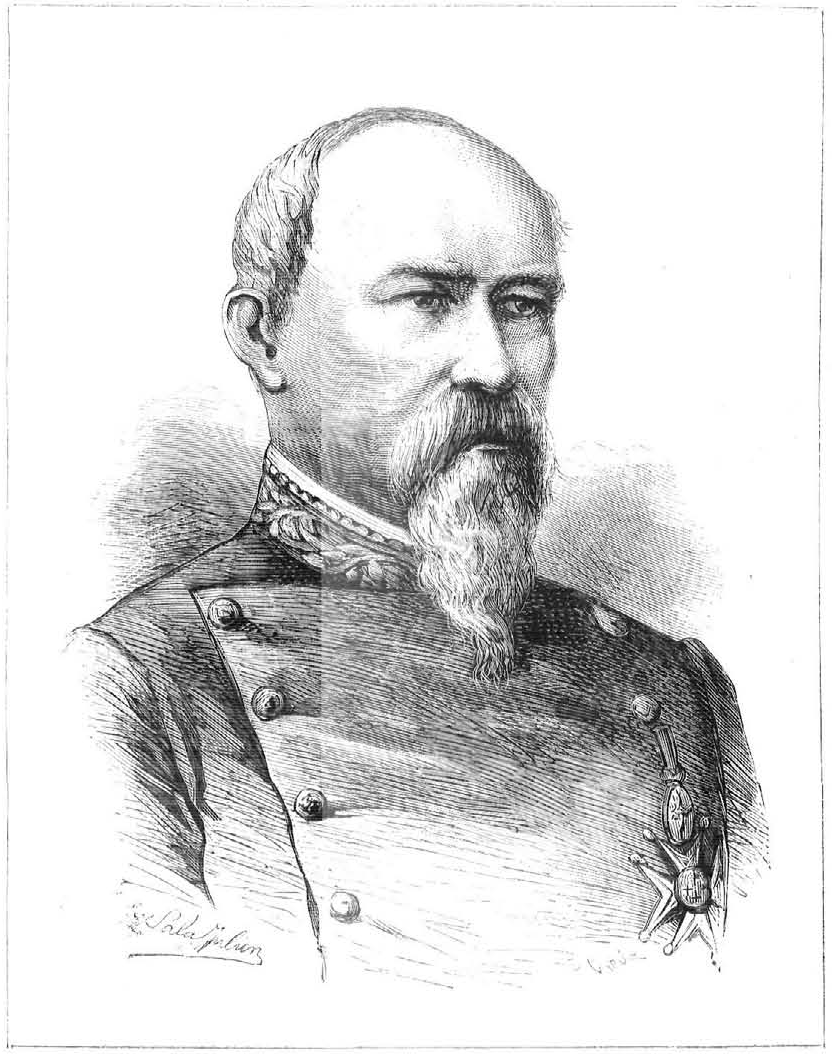
José Turón y Prats, capitán general de Cataluña, grabado aparecido en La Ilustración Española y Americana del 1 de octubre de 1873.

José Antonio Turón y Prats (Barcelona, 1804-Madrid, 1876) fue un militar español.

## Biografía
Nacido en Barcelona en 1804, ingresó como cadete con destino en el regimiento de infantería Imperial Alejandro en 1820. A los treinta años de edad era sólo teniente; permaneció en primera línea en los ejércitos cristinos durante la primera guerra carlista, hasta alcanzar el grado de comandante, y defendió contra los moderados la regencia de Espartero. Fernando Fernández de Córdoba, ministro de la Guerra, le nombró posteriormente jefe de una media brigada para la expedición a los Estados Pontificios.
En la revolución de julio de 1854, acudió desde Baena llamado por Anselmo Blaser, ministro de la Guerra, y en 1856 Ramón María Narváez le nombró capitán general de Aragón. José Turón y Prats nunca desempeñó cargo político alguno, de ahí que su trayectoria profesional resultó atípica en aquel entorno y en aquel tiempo.
Teniente general de los Ejércitos Nacionales; caballero de la Gran Cruz de San Hermenegildo, de Carlos III y de Isabel la Católica; cruz de San Fernando de 3.º clase; comendador de Cristo por el papa Pío IX; comandante en jefe del ejército de la plaza de Tetuán y representante en la misma del Gobierno de España y finalmente director general de la Guardia Civil en dos ocasiones: el primer mandato de marzo de 1867 a septiembre de 1868, y el segundo de enero a septiembre de 1874. Falleció en 1876 en Madrid.